# 푸본현대생명보험
푸본현대생명보험(富邦現代生命保險,Fubon Hyundai Life)은 중화민국의 푸본그룹에서 운영하는 생명보험사이다. 1989년 6월 대신생명 설립을 시작으로, 2003년 7월 녹십자생명으로 사명 변경, 2012년 5월 현대라이프생명으로 사명 변경, 2018년 9월 대만 푸본생명보험이 최대주주가 되면서 푸본현대생명으로 사명을 변경하였다.

## 영업점
- 본사
- 서울지점
- 강북지점
- 부산지점
- 대구지점
- 서울금융지점
- 중부금융지점
- 경기금융지점
- 부산금융지점
- 광주POST